# Isodontia visseri
Isodontia visseri är en biart som beskrevs av Willink 1951. Isodontia visseri ingår i släktet Isodontia och familjen grävsteklar. Inga underarter finns listade i Catalogue of Life.